# МПК-43 (малий протичовновий корабель)
МПК-43 — малий протичовновий корабель Чорноморського флоту, пізніше — корвет Військово-Морських Сил України. Багатоцільовий корабель прибережної дії проєкту 1124 2-ї серії (шифр «Альбатрос», англ. Grisha-III class за класифікацією НАТО). У ВМС України носив назву «Суми» (бортовий № U209).

## Особливості проєкту
Кораблі проєкту 1124 вважаються[ким?] найвдалішими малими протичовновими кораблями другого покоління. Згідно з проєктом, вони призначалися для протидії підводним човнам противника в ближній зоні військово-морських баз, портів, рейдів і пунктів розосередженої стоянки кораблів, на шляхах розгортання сил військово-морського флоту для несення протичовнового дозору і охорони кораблів і суден на переході морем
.
Основу гідроакустичного озброєння МПК проєкту 1124 складали підкільна гідроакустична станція (ГАС) МГ-322 «Аргунь» (працювала в режимі ехопеленгування) і опускаєма ГАС МГ-339 «Шелонь» в кормовій надбудові, яка працювала тільки в режимі «стоп». Основу протичовнового озброєння складали розташовані побортно двотрубні поворотні торпедні апарати ДТА-5Э-1124 і дві РБУ-6000 на носовій частині надбудови корабля. Кораблі МПК проєкту 1124 мали на озброєнні ЗРК «Оса-М» в носовій частині корпусу. Як РЛС виявлення повітряних і надводних цілей на фок-щоглі корабля була встановлена РЛС МР-302 «Рубка».
На відміну від 1124 проєкту першої серії, проєкт 1124 другої серії, до якої належить МПК-43, отримав новий артилерійський комплекс АК-725-МР-123, в складі якого крім 57-мм двоствольної баштової артилерійської установки АК-725, була 30-мм шестиствольна артилерійська зенітна установка АК-630 з дальністю стрільби до 4 км. Керувала обома артилерійськими установками радіолокаційна станція МР-123 «Вимпел».
Будівництво малих протичовнових кораблів проєкту 1124 другої серії було розпочато в 1971 році.

## Історія корабля
МПК-43 (заводський  номер 712) був закладений в елінгу Зеленодольського суднобудівного заводу (Татарстан) 1 серпня 1972 року. Зарахований в списки кораблів Військово-морського флоту 28 травня 1973 року. Після спуску на воду 2 червня 1973 року внутрішніми водними шляхами відбуксований в Азовське море, а звідти — на завод «Персей» (Севастополь) для добудови і наладочних і ходових випробувань. Після підписання державною комісією акту про прийомку корабля 28 грудня 1974 року, наказом головнокомандуючого ВМФ 23.01.1975 зарахований до складу Чорноморського флоту.
Входив до складу 400 дивізіону протичовнових кораблів 68 бригади кораблів охорони водного району Чорноморського флоту, в складі якого брав активну участь у навчально-бойовій діяльності флоту — МПК успішно ніс бойові служби в Середземному морі і на в ході в протоку Босфор, за період служби корабель пройшов більше 43 000 миль. В складі корабельних протичовнових ударних груп корабель чотири рази завойовував приз головкому ВМФ СРСР з протичовнової підготовки (останній — в 1989 році)
.
Під час отримання кораблів Чорноморського флоту СРСР ВМС України дістався в небоєготовому стані. Як і його «сістершип» — корвет «Херсон», через відсутність коштів на ремонт привести корабель до ладу не вдалося і відразу після прийняття в склад ВМС корабель був списаний і утилізований
.